# 拉格拉纳达德里奥廷托
拉格拉纳达德里奥-廷托，是西班牙安达卢西亚自治区韦尔瓦省的一个市镇。总面积45平方公里，总人口214人（2001年），人口密度5人/平方公里。